# 唐佳麗
唐佳丽（1995年3月16日—），黑龙江林口人，中國女子職業足球運動員，司職中場，現效力於上海盛麗，是中国女子国家队主要球员也是中国女足重点留洋培养对象，曾随队参加2015年女子世界杯足球赛、2018年亚洲杯女子足球赛和2022年亚洲杯女子足球赛。

## 俱樂部生涯
2021年7月21日，唐佳丽以租借方式加盟英女超球隊熱刺，直至2021-22賽季結束。9月4日，唐佳丽在球隊對陣伯明翰城的英女超比賽上首秀。
2022年8月， 唐佳丽加盟西甲的马德里CFF。 

## 主要成就
- 2019 赛季中国女超冠军
- 2020中国女足金球奖
- 2022年女足亚洲杯冠军

參考
1. ↑   (PDF). FIFA: 5. 30 May 2015  [12 June 2015]. （原始内容存档 (PDF)于2016-04-10）.
2. ↑  牡丹江日报. . 澎湃新闻.   [2022-02-25].
3. ↑  . Tottenham Hotspur. 2021-07-21  [2021-07-21]. （原始内容存档于2021-07-23）.
4. ↑  . Soccerway.   [2021-09-05]. （原始内容存档于2021-10-28）.

## 外部連結
- 唐佳麗 – FIFA國際賽競賽紀錄 (存檔)
- Soccerway資料庫：唐佳麗